# La Almeza
La Almeza és un llogaret del municipi valencià d'Alpont (comarca dels Serrans) El nom d'Almeza prové del fruit de l'arbre del lledoner (Celtis Australis)

## Geografia
El llogaret de la Almeza es troba a la part nord del terme municipal, entre 6 a 8 quilòmetres d'Alpont  amb desviació de la carretera CV-350 o carretera de la Iessa a Arcos.
La Almeza es troba a 1050 metres sobre el nivell de la mar, junt al barranc del Reguero i als peus de la Ceja (últim estrep meridional de la Serra de Javalambre), envoltat d'un bell paisatge cerealista i boscos centenaris de savina turífera. la zona.
Des d'aquest llogaret es pot accedir a un dels paratges singulars del terme municipal d'Alpont: el conjunt de savines centenàries de Cañada Pastores, conegut a la zona com a “Trabines de Cañada Pastores”, que forma el anomenat Savinar d'Alpont.
Presenta un traçat urbanístic caracteritzat per carrers llargs i amples, on s'eleven edificis de més de 100 anys típics de la zona.
En 1969 tenia escola mixta. Actualment el llogaret no té escola pública i l'alumnat es transportat diàriament al col·legi d'Alpont.

### Demografia
Hi ha dades estimades de l'evolució de la població al llarg del segle XXI:
| 2010 | 2015 | 2020 | 2023 |
| ---- | ---- | ---- | ---- |
| 87   | 64   | 63   | 68   |

Altres fonts consideren que el 2023 tenien no més uns 40 habitants i feie més de 30 anys que no havia nascut cap nadó.

## Monuments i llocs d'interés
En el seu nucli urbà hi ha una verònica dedicada a la Mare de Déu del Cap.
Destaca l'antic Teleclub del llogaret que l'any 2021 es transformà en el Museo de Acción por el Medio Ambiente de la Almeza, MAMA. A aquest museu es fan activitats culturals i d'educació ambiental i compta amb una xicoteta biblioteca.
A més des d'aquest llogaret es por fer la ruta senderista: La Almeza-La Torre, que té un tram de pista forestal del seu recorregut on coincideixen els traçats dels senders PR-CV 331 i el GR-37, dels que se separa per acabar el seu recorregut circular. Aquesta ruta també passa pel Savinar d'Alpont.

## Festes
Les festes d'aquest llogaret se celebren l'últim cap de setmana d'agost, en honor a la Mare de Déu del Cap.
A les festes tenen lloc revetles, xocolatades, jocs per als xiquets i les xiquetes entre altres activitats.